# Sherlock Holmes: Another Bow
Sherlock Holmes: Another Bow ou Sherlock Holmes in "Another Bow" est un jeu vidéo d'aventure textuel (aussi désigné sous le nom de fiction interactive) sorti en 1985 sous DOS, Apple II, Commodore 64 et Macintosh. Ce jeu a été développé par Bantam Imagic, et n'existe qu'en anglais.

## Trame
L'intrigue ne s'inspire d'aucun roman de Conan Doyle, et a été inventée spécialement pour le jeu. Holmes, qui a alors un peu plus de 60 ans, se retrouve impliqué dans une mystérieuse affaire de meurtre bien malgré lui, alors qu'il voyage en bateau. En mauvaise santé, Holmes demande au Docteur Watson (que l'on incarne dans ce jeu) de l'aider à résoudre cette sombre affaire dans laquelle il se trouve incriminé.

## Système de jeu
Sherlock Holmes: Another Bow est une aventure textuelle (fiction interactive), le joueur doit donc taper au clavier en toutes lettres les actions qu'il veut exécuter. Des images fixes dans la partie supérieure de l'écran illustrent la trame du jeu. Ces images sont en 4 couleurs sous DOS.